# Silicon Valley
|  | Per a altres significats, vegeu «Silicon Valley (sèrie de televisió)». |

Silicon Valley (o Vall del Silici) és una regió del nord de Califòrnia que és un centre global d'alta tecnologia i innovació. Es troba al sud de l'àrea de la Badia de San Francisco. Queda comprès entre la Vall de Santa Clara i la meitat sud de la Península de San Francisco, en una regió que abasta des de Menlo Park fins a San José, el centre de la qual se situaria a Sunnyvale.

## Origen del terme

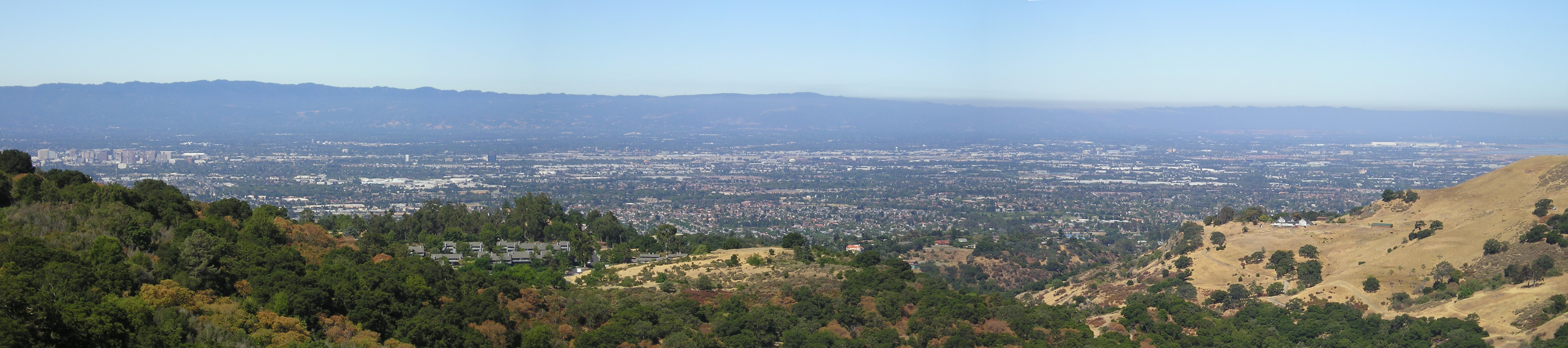
Vista panoràmica de Silicon Valley.

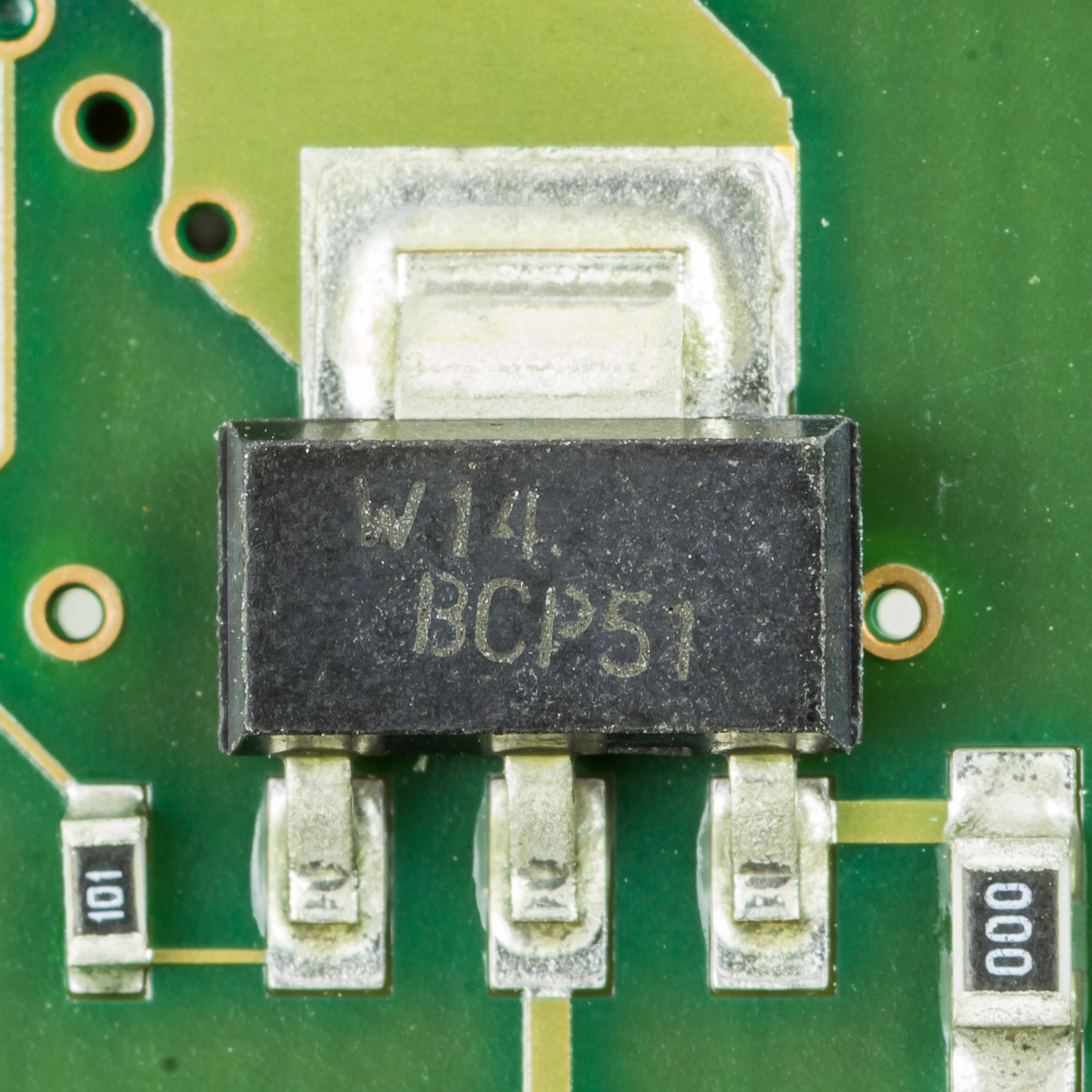
Silicon Valley deriva el seu nom del silici utilitzat en els transistors i els xips d'ordinador, pioners a la regió al.

El terme Silicon Valley, ja havia estat utilitzat anteriorment per turistes, però va ser el periodista Don Hoefler qui el va popularitzar l'any 1971 arran de la seva sèrie d'articles per a Electronic news, que va titular "Silicon Valley USA". Hoefler buscava un nom per a l'article, i va ser Ralph Vaerst, llavors president de Ion Equipment, qui va proposar-li silicon (silici) per l'alta concentració d'indústries relacionades amb els semiconductors, i valley amb relació a la Vall de Santa Clara, on es concentrava tota aquesta activitat en els inicis. Actualment, el terme s'estén igualment a les indústries situades a ambdós costats de la badia.
Durant anys de la dècada dels setanta i dels vuitanta es va dir incorrectament Silicone (silicona), en la majoria dels casos per periodistes, abans que el nom es fes familiar per la cultura americana.

## Història: orígens

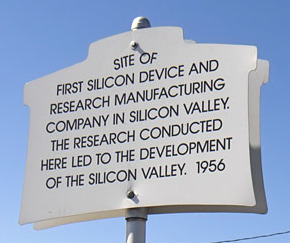
Placa commemorativa del Shockley Semiconductor Laboratory com la primera empresa d'alta tecnologia en el que seria Silicon Valley

La conversió de la Vall de Santa Clara en el Silicon Valley que l'ocupa actualment, es deu en gran part a dues persones: Frederick Terman, professor de la Universitat Stanford i William Shockley, un dels cocreadors del transistor.

### Stanford Industrial Park
Els inicis es remunten als problemes econòmics que va patir la Universitat Stanford durant la dècada de 1950s. La Universitat tenia milers d'hectàrees sense ocupar, però es necessitava un capital que no tenien per poder dur a terme una ampliació en l'època de la postguerra. A més, el contracte original d'herència de Leland Stanford, qui va traspassar el terreny de la seva granja per a la construcció de la Universitat, impedia que es pogués vendre, motiu pel qual havia de ser llogat.
La solució a aquests problemes la va aportar el professor Terman, qui va proposar la construcció d'un parc tecnològic que cooperés amb la Universitat, per tal que aquesta obtingués part dels beneficis que generés l'activitat de les empreses que hi situessin la seva seu. El professor Terman, del departament d'enginyeria electrònica, portava temps preocupat per la manca d'oportunitats a l'àrea de Stanford per als graduats en enginyeria, motiu pel qual molts es veien obligats a mudar-se a la Costa Est. Els primers exestudiants de Stanford en portar la seva empresa al Stanford Industrial Park van ser els fundadors de Varian Associaties. Un dels primers passos decisius de Terman per dur a terme la iniciativa, va ser portar dos dels seus antics estudiants: William Hewlett i David Packard, creadors de Hewlett-Packard (HP). Van ser molts els que els van seguir (exalumnes i professors) en la investigació i, en alguns casos, en la fundació de companyies. Entre les primeres companyies en llogar terrenys al Stanford Research Park es troben empreses de tant renom com Eastman Kodak, General Electric i Lockheed.
L'any 1954, la Universitat Stanford va crear el programa Honors Cooperative Program per tal que els treballadors de les oficines del Stanford Research Park poguessin graduar-se en estudis universitaris amb horaris adaptats.

### Semiconductors
Va ser en aquesta atmosfera en la qual l'any 1955 William Shockley, d'origen californià, va decidir mudar-se allà. Shockley havia abandonat Bell Labs el 1953 per un desacord sobre la forma en què s'havia presentat el transistor al públic, ja que a causa de interessos de patents, es va relegar el seu nom a un segon pla a favor dels coinventors John Bardeen i Walter Houser Brattain. Després de divorciar-se de la seva dona, va tornar a Califòrnia per estar prop de la seva mare, que vivia a Palo Alto. Va ser Shockley qui va iniciar la indústria de semiconductors a Silicon Valley amb el seu laboratori a Mountain View (Shockley Semiconductor Laboratory).
Shockley es va proposar millorar el transistor utilitzant el silici com a material semiconductor en comptes del germani. Pretenia reemplaçar l'anterior transistor per un disseny de tres elements (actualment conegut com el díode de Shockley) que obtindria èxit comercial, però el disseny era considerablement més difícil de construir que el "simple" transistor i a mesura que el projecte va passar per dificultats, Shockley es va tornar cada vegada més paranoic. Va exigir que als empleats se'ls fessin proves amb un detector de mentides, va anunciar els seus salaris públicament i, en general, es va enemistar amb tot el món, el que va comportar que el 1957, vuit dels enginyers més dotats, que ell mateix havia dut, l'abandonessin per a formar la companyia Fairchild Semiconductor. Els coneguts com els "traitorous eight" van ser els creadors del microprocessador, i dos d'ells, Gordon Moore i Robert Noyce, van fundar Intel el 1968.
Durant els anys següents aquest fet es repetiria diverses vegades; a mesura que els enginyers perdien el control de les companyies que havien creat, en caure en mans de directives exteriors les abandonaven per a formar les seves pròpies empreses. AMD, Signetics, National Semiconductor i Intel van començar com branques de Fairchild.

### 1970s
Al començament de la dècada de 1970 tota la zona estava plena de companyies de semiconductors, que abastien a les companyies d'ordinadors abastint aquestes dues al seu torn a les companyies de programació i serveis. L'espai industrial era abundant i l'allotjament encara barat. El creixement es va veure potenciat pel sorgiment de la indústria de capital risc en Sand Hill Road que va fundar Kleiner Perkins el 1972; la disponibilitat d'aquests capitals va esclatar després de l'èxit d'1,3 bilions de dòlars per l'OPA d'Apple Computer el desembre del 1980.
Fent mèrit d'aquesta herència, Silicon Valley és la seu de la cadena de grans magatzems d'alta tecnologia Fry's eletronics.

## Companyies de renom
Milers d'empreses d'alta tecnologia han establert les seves seus generals a Silicon Valley; la següent llista són algunes de les quals figuren a Forbes 500:
- Adobe Systems
- Advanced Micro Devices
- Agilent
- Altera
- Apple Inc.
- Applied Materials
- BEA Systems
- Cadence Design Systems
- Cisco Systems
- eBay
- Electronic Arts
- Hewlett-Packard
- Intel
- Intuit
- Juniper Networks
- Knight-Ridder
- Maxtor
- National Semiconductor
- Network Appliance
- Oracle Corporation
- SAP
- Siebel
- Sun Microsystems
- Symantec
- Synopsys
- Veritas Software
- Yahoo!
- Informatica Corporation.

Altres companyies famoses amb seu també a Silicon Valley:
- Adaptec
- Atmel
- Cypress Semiconductor
- Google
- Handspring
- Intermedia.NET
- Kaboodle
- McAfee
- NVIDIA Corporation
- Palm, Inc.
- PalmOne, Inc.
- PayPal
- Rambus
- Silicon Graphics
- Tivo
- Verisign

## Universitats
- Universitat Stanford
- Universitat de Berkeley - no està realment ubicada a Silicon Valley, però és el vehicle dels recursos d'investigació i nous graduats.
- Universitat estatal de San José
- Universitat de Santa Clara
- Universitat de Silicon Valley

## Ciutats
Algunes de les ciutats de Silicon Valley (per ordre alfabètic):
- Alviso
- Atherton
- Belmont
- Burlingame
- Campbell
- Cupertino
- Foster City
- Fremont
- Hillsborough
- Los Altos
- Los Gatos
- Menlo Park
- Millbrae
- Monte Sereno
- Mountain View
- Milpitas
- Newark
- Palo Alto
- Redwood City
- San Carlos
- San Mateo
- San José
- Santa Clara
- Saratoga
- Sunnyvale
- Union City
- Woodside